# Robin Donovan
Robin Donovan (ur. 19 grudnia 1955 w Rustington) – brytyjski kierowca wyścigowy.

## Kariera
Donovan rozpoczął karierę w międzynarodowych wyścigach samochodowych w 1985 roku od startów w wyścigu FIA World Endurance Championship, gdzie jednak nie zdobywał punktów. W późniejszych latach Brytyjczyk pojawiał się także w stawce World Sports-Prototype Championship, Brytyjskiej Formuły 3, British Touring Car Championship, 24-godzinnego wyścigu Le Mans, Sportscar World Championship, Interserie Div. 1, Global GT Championship oraz International Sports Racing Series.